# N226 (België)
De N226 is een gewestweg in Brussel en verbindt de N3 en de R22 in Sint-Lambrechts-Woluwe met de R0 in Kraainem. De weg heeft een lengte van ongeveer 6 kilometer.
De route bestaat deels uit 2x2 rijstroken en deels uit één rijstrook in iedere rijrichting die gescheiden zijn van elkaar.

## N226a
De N226a is een aftakking van de N226 in Sint-Lambrechts-Woluwe en Kraainem. De route verloopt over de Emmanuel Monierlaan en Kraainemlaan en heeft een lengte van ongeveer 450 meter.

## N226b
De N226b is een aftakking van de N226 in Sint-Lambrechts-Woluwe. De 400 meter lange route verloopt over de Jacques Brellaan.